# Gehalte (numismatiek)
Het gehalte is het relatieve aandeel van het meest voorkomende (edel)metaal.
Goudgehalte wordt ook wel in karaat uitgedrukt, waarbij 24 karaat 100% is. Zilvergehalte wordt meestal uitgedrukt in promille. Bijvoorbeeld 925/1000 zilver (sterling zilver). Puur goud en puur zilver bestaat vrijwel niet en is ook te zacht om voor munten te worden gebruikt. Bij andere metalen worden meestal hele procenten gebruikt.